# Queen at Wembley
Queen at Wembley – wideokaseta zespołu Queen z 1990 roku z pierwotnym zapisem występu grupy na stadionie Wembley w Londynie 12 lipca 1986 roku. Jest to bardzo okrojony zapis koncertu – trwał tylko 80 minut i spora część występu została wycięta. Charakteryzuje się dynamicznym montażem. Przed koncertem można zobaczyć, jak powstawała olbrzymia, 50-metrowa scena.

## Wydania
W 2003 wydano również wersję DVD o nazwie Live at Wembley Stadium. Zawiera on pełny zapis koncertu, a ponadto drugą płytę z dodatkami:
- fragmenty występu grupy na Wembley 11 lipca 1986
- zdjęcia z prób w studiu przed koncertem
- galerię zdjęć z koncertu (w tle słychać nieco zmienioną wersję „A Kind of Magic”)
- wywiady z Brianem Mayem i Rogerem Taylorem zarejestrowane w 2003
- wywiady z inżynierem Gavinem Taylorem (który wyreżyserował koncert na kasecie VHS w 1990 roku) oraz Gerrym Stickelsem
- rozbiórkę stadionu Wembley (jako podkład muzyczny wykorzystano fragment instrumentalnej wersji utworu „These Are the Days of Our Lives”).
- trwający ponad 20 minut film o koncercie grupy na stadionie Wembley oraz fragmenty koncertu, podczas których można zobaczyć tylko jednego członka grupy naraz (Freddiego Mercury’ego, Briana Maya, Rogera Taylora albo Johna Deacona)

Nagrania w Polsce uzyskały certyfikat platynowej płyty DVD.

## Lista utworów

### Wersja VHS
1. „Brighton Rock”
2. „One Vision”
3. „Tie Your Mother Down”
4. „In the Lap of the Gods”
5. „Seven Seas of Rhye”
6. „A Kind of Magic”
7. „Yeah Yeah Yeah”
8. „Under Pressure”
9. „Another One Bites the Dust”
10. „Who Wants to Live Forever”
11. „I Want to Break Free”
12. „Is This the World We Created...?”
13. „Tutti Frutti”
14. „Bohemian Rhapsody”
15. „Hammer to Fall”
16. „Crazy Little Thing Called Love”
17. „Radio Ga Ga”
18. „We Will Rock You”
19. „Friends Will Be Friends”
20. „We Are the Champions”
21. „God Save the Queen”

### Wersja DVD
1. „One Vision”
2. „Tie Your Mother Down”
3. „In the Lap of the Gods”
4. „Seven Seas of Rhye”
5. „Tear It Up”
6. „A Kind of Magic”
7. „Under Pressure”
8. „Another One Bites the Dust”
9. „Who Wants to Live Forever”
10. „I Want to Break Free”
11. „Impromptu”
12. „Brighton Rock” (solo gitarowe)
13. „Now I’m Here”
14. „Love of My Life”
15. „Is This the World We Created...?”
16. „(You’re So Square) Baby I Don’t Care”
17. „Hello Mary Lou (Goodbye Heart)”
18. „Tutti Frutti”
19. „Gimme Some Lovin'”
20. „Bohemian Rhapsody”
21. „Hammer to Fall”
22. „Crazy Little Thing Called Love”
23. „Big Spender”
24. „Radio Ga Ga”
25. „We Will Rock You”
26. „Friends Will Be Friends”
27. „We Are the Champions”
28. „God Save the Queen”